# Bunila
Bunila là một xã thuộc hạt Hunedoara, România. Dân số thời điểm năm 2002 là 462 người.